# Rinspeed zaZen
Der Rinspeed zaZen ist ein Konzeptfahrzeug des Schweizer Fahrzeugherstellers Rinspeed. Der auf dem Genfer Auto-Salon 2006 vorgestellte Wagen basiert auf dem Porsche 997 Carrera S und wurde in Zusammenarbeit mit der Bayer MaterialScience entwickelt.
Das Auto wird von einem Sechszylinder-Porsche-Motor mit 3824 cm³ und 355 PS/261 kW angetrieben und beschleunigt in 4,8 Sekunden von 0 auf 100 km/h. Die Höchstgeschwindigkeit des 1495 Kilogramm schweren Wagens beträgt 293 km/h.

## Trivia
- Das Brillendesignstudio „ic! berlin“ aus Berlin entwickelte eigens eine Brillenkollektion zum Modell.